# Каука (департамент)
Департамент Каука (ісп. Departamento de Cauca) — департамент в Колумбії. розташований на південному заході країни, омивається Тихим океаном та межує з департаментами Вальє-дель-Каука, Толіма і Уїла, вкриває територію 29 308 км², 13-тий за розміром в Колумбії. Столиця — місто Попаян. До департаменту також належить острів Мальпело.

## Адміністративний поділ
Департамент Каука складається з 5 провінцій, які поділяються на 42 муніципалітети: